# Casa arhitectului Mihail Seroținski
Casa arhitectului M. Seroținski este un monument istoric și de arhitectură de însemnătate națională din orașul Chișinău, inclus în Registrul monumentelor ocrotite de stat din Republica Moldova.

## Istoric
Primele mențiuni documentare despre acest lot de pământ datează din 1872, când clădirile amplasate aici aparțineau lui F. Kogan. În 1873 proprietatea a fost cumpărată de Anna Seroținsky, soția unui asesor de colegiu și mama arhitectului Mihail Seroținsky. Vechile construcții au fost demolate, iar în 1880 au fost construite o casă nouă amplasată la colțul cartierului și un corp de casă secundar, aliniat la actuala stradă 31 August. Autorul proiectului se presupune că a fost însuși M. Seroținsky.
În 1940 proprietar a fost atestat Albert Roitman.

## Descriere
Ansamblul este alcătuit din două case ridicate într-un parter, cu planul unghiular, cu fațadele aliniate la străzile Mihai Eminescu și 31 August 1989.

### Litera A
Fațada dinspre str. Mihai Eminescu a casei de la colțul cartierului este simetrică, flancată de două rezalite cu frontoane triunghiulare și patru axe, toate goluri de ferestre. În urma unei modificări în construcție, fereastra din rezalitul drept a fost înlocuită cu zidărie. Fațada orientată spre str. 31 August 1989 are o compoziție asimetrică, cu cinci goluri de ferestre și unul de ușă cu un rezalit lateral, în care se afla ușa de acces, orientată spre intrarea în curte. Această fațadă a fost de asemenea modificată: ușa a fost înlocuită cu o fereastră, iar fereastra din mijloc a fost transformată în ușă de acces.
Paramentul fațadei principale este tencuit neted, cu detaliile evidențiate printr-o nuanță mai deschisă. Detaliile arhitectonice ale fațadei principale sunt eclectice cu reminiscențe clasice. Ferestrele au ancadramente, cu chenare simple cu evidențierea bolțarului central, sprijinite pe plite de pervaz, cu panouri și nișe sub plita de pervaz. Partea superioară a pereților este încoronată cu o cornișă cu friză netedă, despărțit printr-un brâu simplu alcătuit dintr-o plintă susținută de pilaștri ordinului doric cu capitelul din ionice ovoidale.

### Litera B
Cea de-a doua clădire a fost construită la fel într-un parter și este alipită de casa din colț. O parte a fost demolată în timpul construcției clădirii cu două etaje din stânga. Au rămas cinci axe, dintre care cea mijlocie este ușă de intrare. Planimetria casei a fost modificată. Inițial aici era amplasat biroul de proiectare al arhitectului M. Seroținsky.

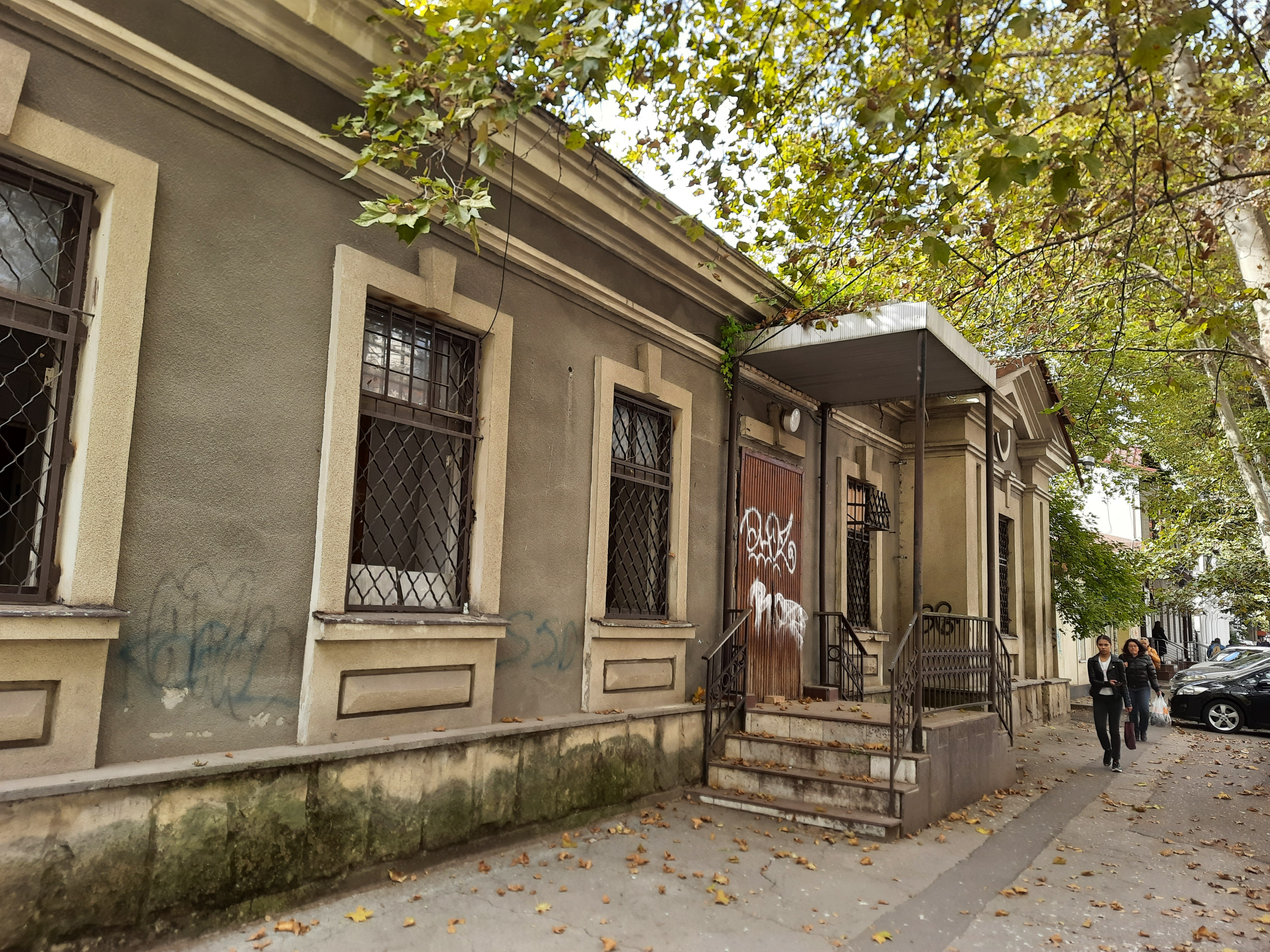
Litera A: Intrare
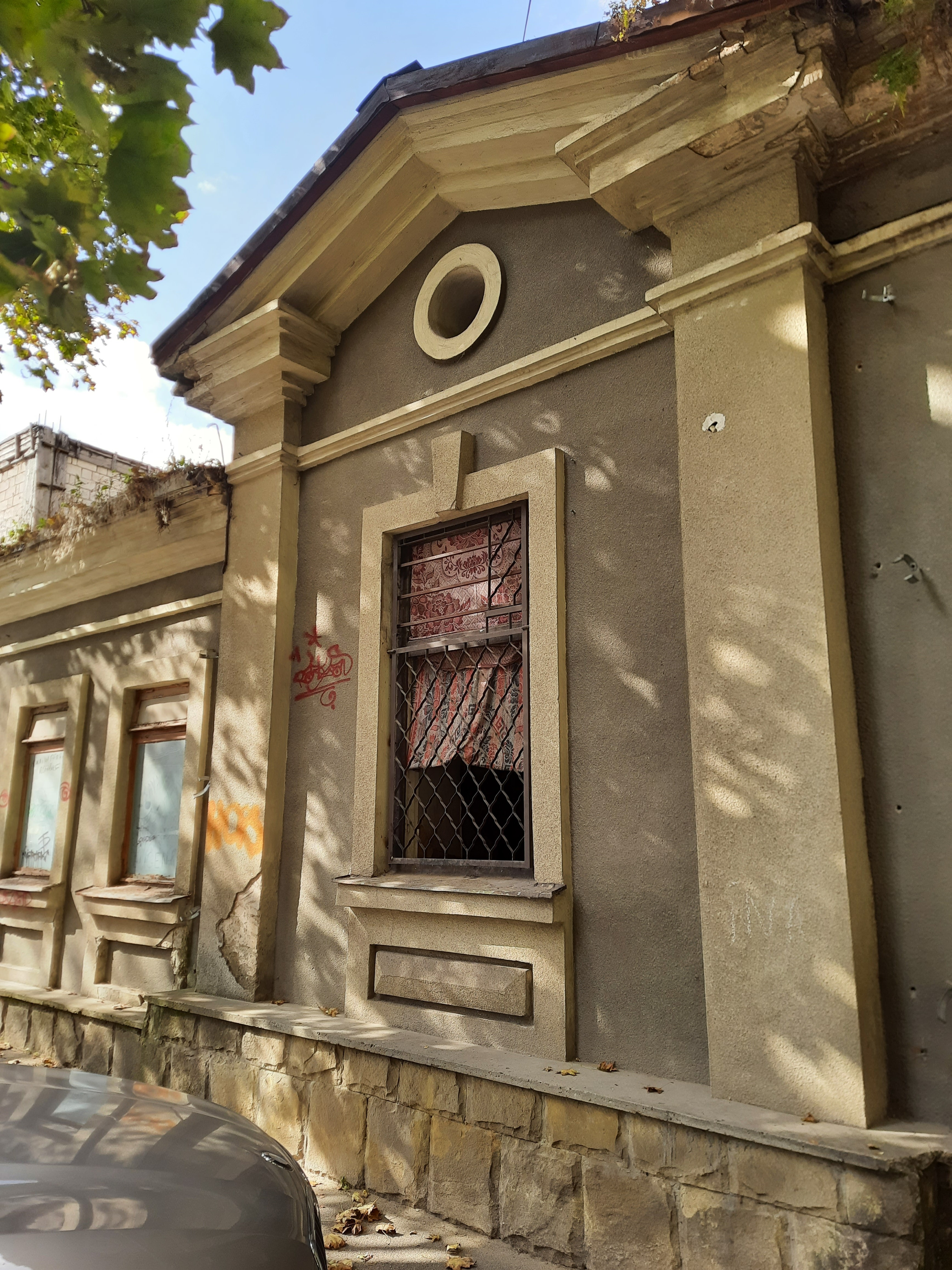
Litera A: Rezalitul din stânga de pe fațada aliniată cu str. Mihai Eminescu
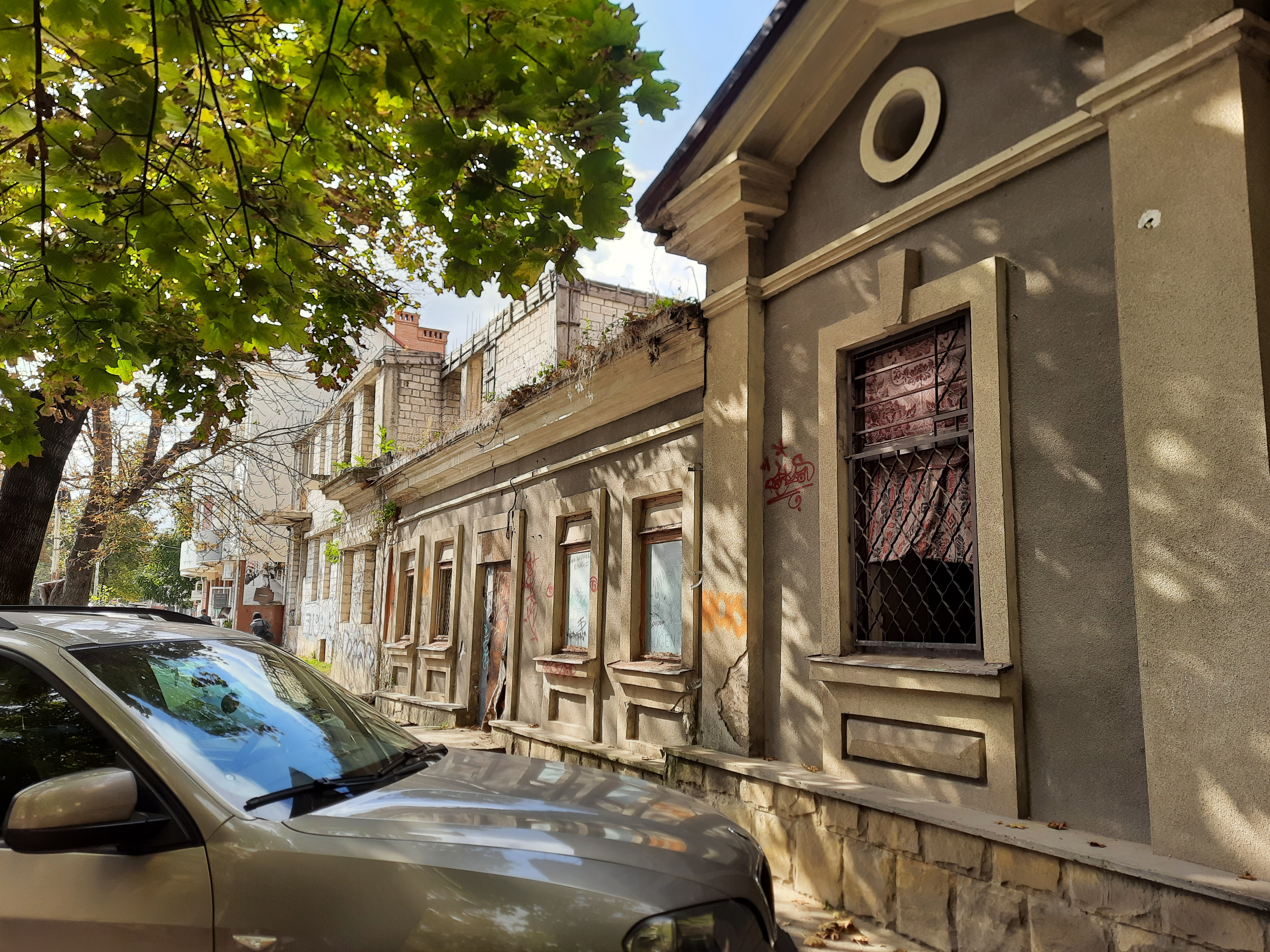
Litera B (în centrul imaginii)